# Nec pluribus impar

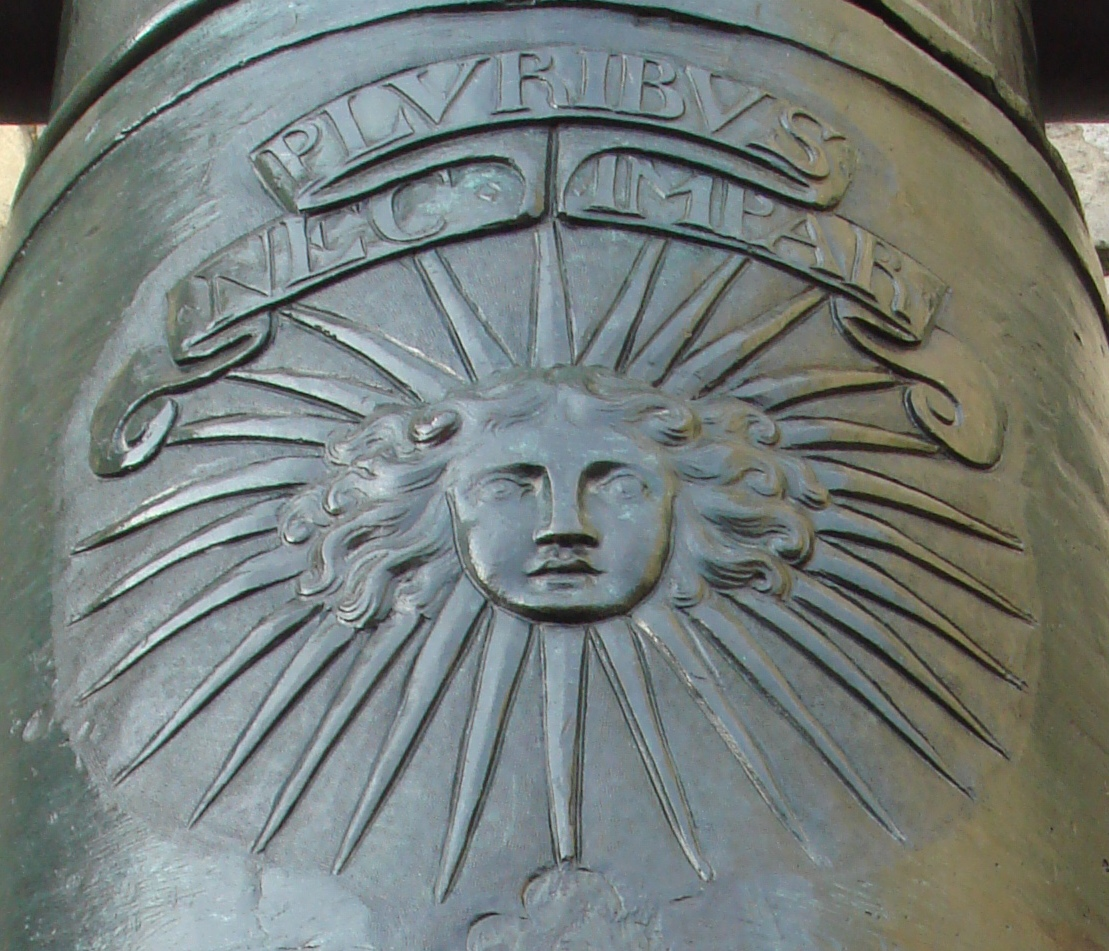
O lema Nec pluribus impar e o emblema do rei sol, em uma arma de Vallière, 1745.

Nec pluribus impar (literalmente: "Não desigual a muitos") é um lema latino adotado por Luís XIV da França a partir de 1658. Muitas vezes foi inscrito junto com o símbolo do "Rei Sol": uma cabeça dentro dos raios de sol. 

## Significado
Embora o lema se refira à alegoria do "Rei Sol",  seu significado preciso é desconhecido.  Philip F. Riley chama de "quase intraduzível".  O historiador Henri Martin o chamou de "muito pomposo e, acima de tudo, obscuro e desconcertante".  Louvois , Secretário de Guerra de Louis , interpretou-o como seul contre tous — "sozinho contra todos";  o lexicógrafo Pierre Larousse sugeriu au-dessus de tous (comme le soleil) - "acima de tudo (como o sol)". 

John Martin diz que "[Louis'] esplendor incomparável foi expresso pelo lema Nec Pluribus Impar - não desigual a muitos sóis.".  Yves-Marie Bercé dá a Suffisant (seul) um tant de chooses ("Suficiente (sozinho) para tantas coisas") ou Tout lui est possible ("Tudo é possível para ele"), ou seja , " não desigual para muitos ". [tarefas]".  O próprio Luís escreveu: 
Aqueles que me viram administrando os cuidados da realeza com tanta facilidade e com tanta confiança me induziram a acrescentar [à imagem do sol] a esfera da terra, e como seu lema NEC PLURIBUS IMPAR, com o qual pretendiam bajular as ambições de um jovem rei, em que com todas as minhas capacidades, eu seria tão capaz de governar ainda outros impérios quanto o sol de iluminar ainda outros mundos com seus raios. Eu sei que alguma obscuridade foi encontrada nessas palavras, e não tenho dúvidas de que o mesmo símbolo poderia ter sugerido alguns mais felizes. Outros me foram apresentados desde então, mas este já tendo sido usado em meus prédios e em uma infinidade de outras coisas, não julguei apropriado alterá-lo. Louis XIV, 1662. 

## Origem e uso

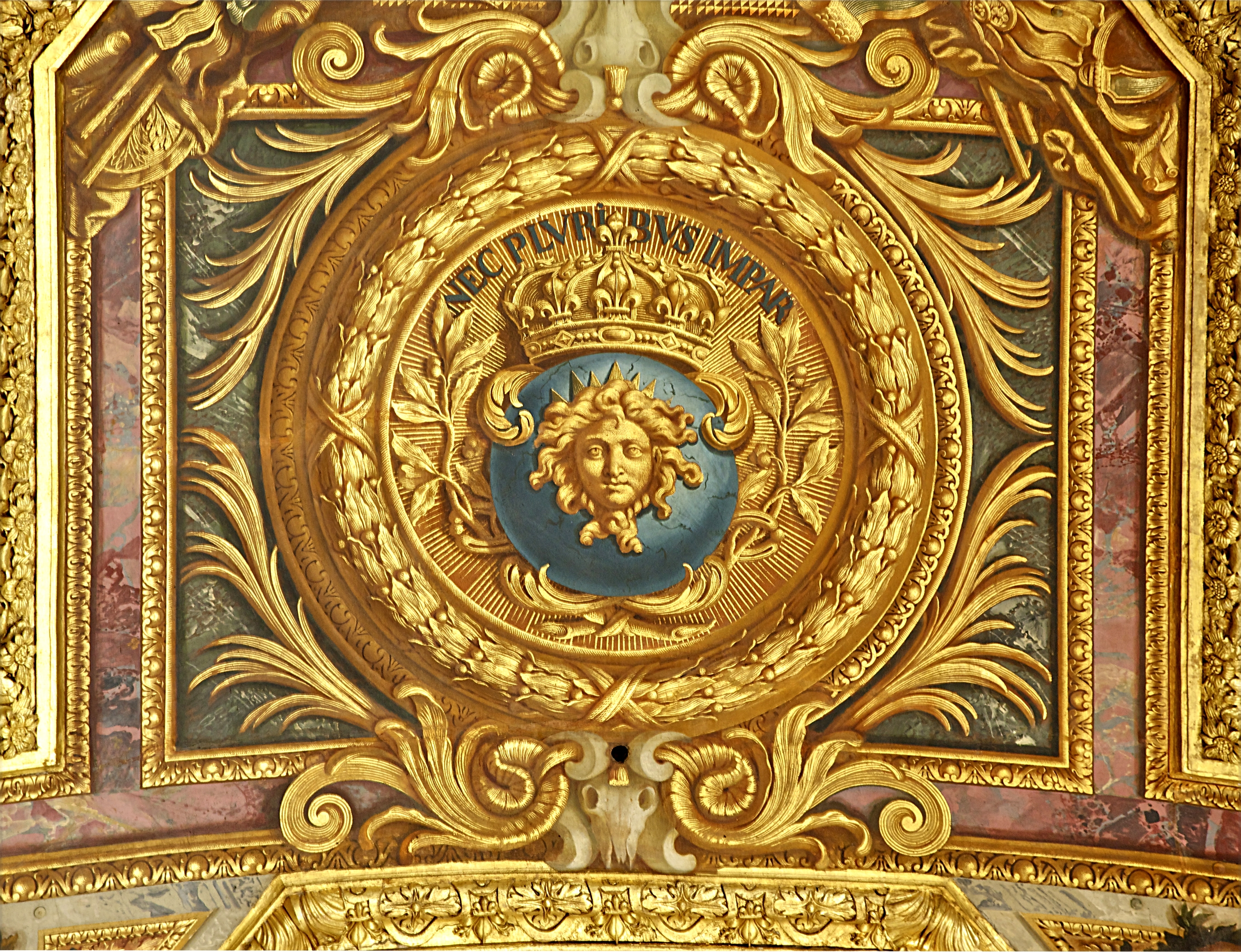
O lema de Louis XIV no Palácio de Versalhes

O primeiro uso do lema e símbolo é geralmente apresentado no grande Carrossel (Desfile) de 1662, no que é hoje a Place du Carrousel, para comemorar o nascimento de seu filho Louis, o Delfim.  No entanto, o lema apareceu já em 1658 em uma medalha.  Voltaire atribui o lema e emblema a Louis Douvrier, que os derivou de um lema de Filipe II da Espanha, de quem se dizia que o sol nunca se punha em seus domínios.  Polemistas na Holanda espanhola apontaram a natureza pouco original do símbolo. O próprio Luís XIV não estava apaixonado por eles, mas eles se mostraram populares com o público e assim ele os tolerou. 
O lema e o símbolo do rei-sol apareceram em muitos edifícios, bem como em canhões. As armas clássicas de Vallière, em particular, levam o lema e o símbolo, mesmo para aqueles fundados muito depois da morte de Luís XIV.
Muitos dos subordinados de Louis adotaram emblemas e lemas jogando com os do soberano. César de Beaufort, almirante da França , adotou uma lua com o lema Elle obéit au soleil et commande aux flots ("Obedeça ao sol e comanda as ondas"); O Duque de Sully adotou um espelho em chamas com o lema Je brûle sous son concern ("Eu queimo [sob seu olhar / sob seu comando])". 
É o lema da Ribét Academy , uma escola preparatória privada em Los Angeles, do 1º Regimento de Cavalaria Estrangeira da 6ª Brigada Blindada Leve do Exército Francês e do Muir College , uma escola pública de ensino médio inglês para meninos localizada em Uitenhage, África do Sul. Também é encontrado no brasão de armas de Zvishavane no Zimbábue. 